# Rusga
A chamada Rusga foi um movimento de revolta que ocorreu no contexto do Período Regencial brasileiro, na então Província de Mato Grosso, atuais Mato Grosso e Mato Grosso do Sul. Constitui-se num reflexo da então crescente rivalidade entre portugueses e brasileiros o que na verdade ocorreu em Cuiabá.

## História

### Antecedentes
Diante da crise que culminou com a abdicação de D. Pedro I e o seu retorno para a Europa onde desempenhou papel decisivo na Guerra Civil Portuguesa, em diversas localidades do Brasil acirraram-se os ânimos entre os partidários adeptos do retorno do Imperador ao Brasil e, até mesmo, da união a Portugal, em contrapartida aos naturais do Brasil, partidários da manutenção da autonomia, que foi importante ao Brasil.
Neste contexto, descontentes com as medidas da Regência, o governo central no Rio de Janeiro, as elites locais das Províncias uniram-se a elementos do povo e às camadas médias, compostas por profissionais liberais, soldados, funcionários públicos, e outros. Os protestos regionais cresceram, a ponto de se tornarem rebeliões, que agitaram todo o período.
No Mato Grosso, o fenômeno também se fez sentir, e as tenções cresciam entre a população. Em Cuiabá, como em outras localidades, o comércio era dominado por portugueses, que fixavam arbitrariamente os preços das mercadorias; a situação era similar em Miranda (hoje no Mato Grosso do Sul) e em outras vilas e cidades da província.
Os portugueses eram tratados pejorativamente de bicudos, um peixe cuja voracidade era completada pela boca afunilada e pontuda, numa acusação de ambição, já que controlavam o comércio; também eram chamados de pés-de-chumbo, expressão que alude à preguiça, ao andar vagaroso, a uma pessoa tola.
Em agosto de 1833 foi fundada pelo cirurgião Antônio Luís Patrício da Silva Manso, o "Tigre de Cuiabá", a "Sociedade dos Zelosos da Independência", associação que presidiu e que deu causa, no ano seguinte, à revolta.
Em 28 de maio de 1834 assumiu interinamente o governo o coronel João Poupino Caldas, tido por nacionalista e que gozava da simpatia dos locais.

### O conflito
Diante da escalada das tensões, o estopim do conflito foi o surgimento e propagação de um boato, segundo o qual os brasileiros seriam eliminados. Outro boato que circulou na província foi a de que não seria crime matar e roubar por dois meses, segundo ordem regencial.Na noite do dia 30 de maio a revolta eclodiu: Bento Franco de Camargo, à frente da Guarda Nacional capturou o quartel dos Municipais Permanentes, enquanto nas ruas um toque de clarim convocava o povo às ruas. Com a generalização dos tumultos, registraram-se saques e depredações nas lojas, uma vez que a alta dos preços colocara a população muitas vezes em estado de necessidade.
Estrategicamente, Poupino procurou ganhar tempo, solicitando aos revoltosos um prazo de um mês para deixar o governo, tendo lhe sido concedido um dia. Mais tarde, ele e os seus conselheiros foram acusados de serem cúmplices do movimento, mas o fato foi que eles efetivamente não conseguiram deter as desordens.
Durante a revolta, foram feitas buscas nas casas por escoltas, e escravos denunciaram os seus senhores, na busca por portugueses escondidos, numa verdadeira caçada humana. Nos tumultos,foram assassinados 44 portugueses e três brasileiros. Os motins repetiram-se em outros lugares da província como em Diamantino (junho e agosto) e em Miranda (setembro).
Durante os distúrbios, tomou posse o novo governador, Antônio Pedro de Alencastro, com a missão de restaurar a ordem.

### Reação e controle
Alencastro efetuou uma feroz repressão. Os líderes do movimento foram detidos e condenados em 24 de junho de 1835:
- à morte por enforcamento: Manuel Ciríaco

Também extinguiu a "Guarda Municipal", corpo composto 60 homens criado em 1831 pelo presidente Antônio Correia da Costa para evitar que fosse derrubado do governo, porém, a guarda não apenas não evitou os tumultos como alguns dos seus membros participaram dela. O novo presidente, Alencastro dissolveu essa guarda e criou outra corporação chamada de "Homens do Mato", embrião da atual Polícia Militar do Estado de Mato Grosso.